# Sindual

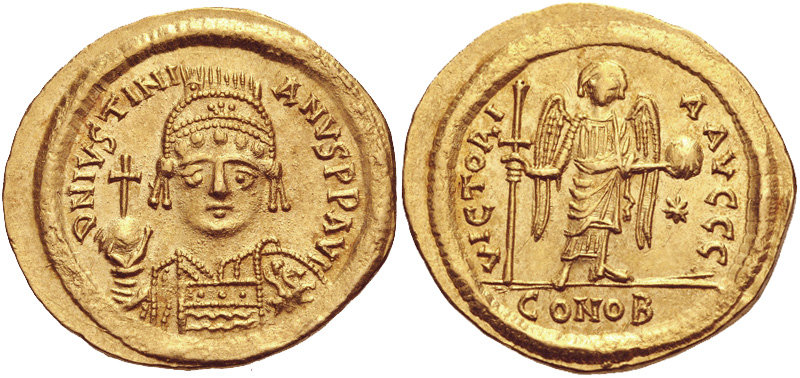
Soldo de Justiniano r.

Sindual, variadamente referido como Sindevala (Sindewala), Sindua e Sindualdo, foi um oficial bizantino de origem hérula, que esteve ativo durante o reinado do imperador Justiniano (r. 527–565). Um soldado enérgico e experiente, foi um dos comandantes hérulos que serviu na Itália em 553 sob Narses e foi escolhido pelo último no final de 553 ou começo de 554 como comandante geral do contingente hérulo após a morte de Fulcário, em detrimento do outro favorito Arudo.
Em 553/4, foi nomeado mestre dos soldados por Narses. No outono de 554, resistiu à recusa dos hérulos de lutarem com Narses na Batalha do Volturno após o último executar um dos líderes deles. Conseguiu persuadi-los a mudar de ideia quando a batalha já estava em andamento e liderou-os contra o contingente franco-alamano, auxiliando na vitória bizantina decisiva. Segundo o cronista Agátias, teria se distinguido durante este confronto.
Em 559, foi o destinatário de duas epístolas do papa Pelágio I (r. 556–591) nas quais Pelágio aconselha-o acerca de qual procedimento legal tomar em certas situações. Sindual certamente era um dos mestres dos soldados ativos sob Narses que estavam consolidando a conquista da Itália pelo período. Possivelmente em 566, após a morte de Justiniano, os hérulos do norte da Itália rebelaram-se e proclamaram Sindual como rei. Seu reinado, contudo, seria de curta duração, pois Narses derrotaria-o e então o executaria. É descrito como Brentorum rex, talvez indicando algum distrito em torno do rio Brenta e as montanhas Brenta, próximo de Trento.